# Dipartimento di Seine-et-Oise
Il dipartimento di Seine-et-Oise /sɛneˈwaz/ (Senna e Oise) è un antico dipartimento francese, che era identificato dal codice 78.

## Descrizione
Fu uno degli 83 dipartimenti creati durante la Rivoluzione francese, il 4 marzo 1790 in applicazione della legge del 22 dicembre 1789, a partire da una porzione della provincia dell'Île-de-France.
È stato soppresso il 1º gennaio 1968, in applicazione della legge del 10 luglio 1964, ed il suo territorio è stato diviso per costituire i nuovi dipartimenti dell'Essonne, di Val-d'Oise e di Yvelines. Alcuni dei suoi comuni, inoltre, sono andati a costituire parte dei dipartimenti di Hauts-de-Seine (9 comuni), di Senna-Saint-Denis (16 comuni) e di Val-de-Marne (18 comuni).
Il suo capoluogo era Versailles, ed ha avuto come sotto-prefetture Corbeil (divenuta in seguito Corbeil-Essonnes), Étampes (fino al 1926), Mantes (divenuta Mantes-la-Jolie), Pontoise, Rambouillet, e, dopo il 1962, Montmorency, Palaiseau, Le Raincy e Saint-Germain-en-Laye.
Al momento della soppressione comprendeva 688 comuni (oggi ne avrebbe 686). Nel 1962 (data dell'ultimo censimento prima della sua soppressione) la sua popolazione era di 2 298 931 abitanti; oggi supererebbe i 4,5 milioni. La sua superficie era di circa 5600 km².
Confinava con i dipartimenti di Oise a nord, di Seine-et-Marne a est, di Loiret a sud, dell'Eure-et-Loir e di Eure a ovest. Inoltre, il dipartimento della Senna, che comprendeva Parigi e la sua periferia (banlieue) più vicina, era completamente circondato da quello di Seine-et-Oise.

## Storia delle divisioni amministrative
- 1790: creazione del dipartimento di Seine-et-Oise con 9 distretti: Corbeil, Dourdan, Étampes, Gonesse, Mantes, Montfort, Pontoise, Saint-Germain, Versailles
- 1800: creazione degli arrondissement (circondari): Corbeil, Étampes, Mantes, Pontoise, Versailles
- 1812: creazione dell'arrondissement di Rambouillet
- 1926: soppressione degli arrondissement di Étampes e Mantes
- 1943: restaurazione dell'arrondissement di Mantes
- 1962: creazione degli arrondissement di Montmorency, Palaiseau, Le Raincy e Saint-Germain-en-Laye
- 1966: soppressione dell'arrondissement di Corbeil-Essonnes, restaurazione dell'arrondissement di Étampes
- 1968: soppressione del dipartimento di Seine-et-Oise